# MS Spirit of France
 (juillet 2017).
Si vous disposez d'ouvrages ou d'articles de référence ou si vous connaissez des sites web de qualité traitant du thème abordé ici, merci de compléter l'article en donnant les références utiles à sa vérifiabilité et en les liant à la section « Notes et références ».
 (décembre 2021).
MS Spirit of France est un ferry trans-manche exploité par P&O Ferries sur la route Calais-Douvres. Il est le deuxième de la classe Spirit construit pour P&O Ferries, l'autre étant le Spirit of Britain. Ces navires sont les plus grands ferrys construits pour la liaison Douvres/Calais et les ferrys les plus larges pour traverser la Manche.

## Histoire
P&O Ferries a signé un contrat de 360 millions d'euros avec Aker Yards (STX Europe), le 8 août 2008 pour construire les deux plus grands ferrys jamais construits pour la ligne Douvres-Calais. Ils remplacent le Pride of Dover et le Pride of Calais. Les nouveaux navires ont été spécialement conçus pour la ligne Calais-Douvres et ont été construits à Lloyd's Register qui offre un berceau à la tombe stratégie pour tous les matériaux utilisés. Les ferrys offrent des progrès dans l'efficacité énergétique par le biais d'une hydro-dynamique efficace pour la forme de la coque susceptibles d'optimiser les performances des navires avec un minimum de consommation de carburant. Ils restent cependant très polluants.
Les navires sont d'abord des ferrys de passagers dans le monde pour se conformer à la nouvelle Organisation maritime internationale "Retour au Port en Sécurité" pour prévoir les exigences internationales de conformité. Ces règles exigent que, dans le cas où un navire a un accident, les services de base sont fournis à toutes les personnes à bord et que certains systèmes demeurent opérationnels pour le retour en toute sécurité dans le port. Les normes de Performance sont prévues pour un large éventail de navire, y compris les systèmes de lutte contre l'incendie, de l'alimentation, de propulsion, de pilotage et de navigation. Les exigences sont entrées en vigueur pour les navires construits après le 1er juillet 2010.
Les navires de la Lloyd's Register classe de notation de PSMR (Propulsion et de direction de la machinerie de la redondance) qui sera attribué lorsque le système de propulsion principal et directeur des systèmes sont configurés pour s'assurer que, en cas de panne de l'équipement, le navire conserve la disponibilité de la puissance de propulsion et de manœuvre de la capacité à fournir un retour en toute sécurité dans le port.
- 13 mai 2010 : Il a été annoncé que le ferry de P&O Ferries serait nommé Spirit of Britain et Spirit of France. Le Spirit of Britain a été prévu pour entrer en service en janvier 2011, suivie par le Spirit of France en septembre 2011. Le Spirit of France a été à l'origine pour être appelé Olympic Pride, mais a été renommé pour éviter la violation du droit d'auteur[3].

- 8 juin 2010 : le même jour que le flotteur du Spirit of Britain, de la quille, du Spirit of France a été posée à STX Europe Rauma chantier dans la ville de Rauma, en Finlande. En accord avec la tradition maritime de la "chance" de pièces de monnaie ont été placés sous la quille par le président de P&O Ferries, Robert Woods.
- Décembre 2010 : Enregistré par le propriétaire et le gestionnaire du navire P&O Ferries Ltd, Dover, Royaume-Uni.
- 18 février 2011 : Le ferry flottait hors du dock de STX Europe, la ville de Rauma chantier naval pour la première fois dans des températures inférieures à zéro.
- 18 février 2011 : Après sa sortie le Spirit of France a été ramené sur le quai d'aménagement.
- Mai 2011 : L'ajustement des travaux se poursuit avec des essais en mer prévus courant juin 2011.
- 29 juin 2011 : Départ de STX Rauma pour le premier essai en mer dans le golfe de Bothnie.
- du 6 septembre 2011 au 13 novembre 2011 : Essais en mer. En raison des problèmes de vibration, la livraison est retardée.
- 17 novembre 2011 : Signalé dans certains points d'informations maritimes que P&O avait refusé la livraison en raison de problèmes de vibrations[réf. souhaitée].
- 28 novembre 2011 : Au cours d'une tempête, le navire s'est séparé de ses amarres et s'est échoué dans le chantier naval. Le navire était en quai sec et les dommages étaient négligeables.
- du 20 décembre 2011 au 3 janvier 2012 : Poursuite des essais en mer, puis essais finals d'acceptation.
- 24 janvier 2012 : Transfert officiel à P&O Ferries et début de son voyage à 1400 milles de Douvres.

P&O a refusé la livraison du navire en raison de problèmes de vibrations pendant les essais en mer[réf. nécessaire]. Une fois que tous les problèmes résolus, le navire est arrivé à Douvres pour la première fois le samedi 28 janvier 2012 à 11h08 (UTC), huit minutes après l'heure d'arrivée prévue. Le 29 janvier 2012, le Spirit of France a commencé les essais d'accostage dans le port de Douvres et le lendemain est arrivé à Calais pour les essais d'accostage. Il a ensuite quitté Douvres et accosté au terminal de croisière 2 de Douvres pour la familiarisation de l'équipage avec le navire. Le jeudi 9 février 2012 Spirit of France a quitté Dover à 12h05 (UTC) transportant des passagers pour la première fois, faisant son premier voyage et son service pour P&O Ferries.

## Caractéristiques
Sa longueur est de 213 mètres, sa vitesse de croisière de 22 nœuds.

## Voir aussi

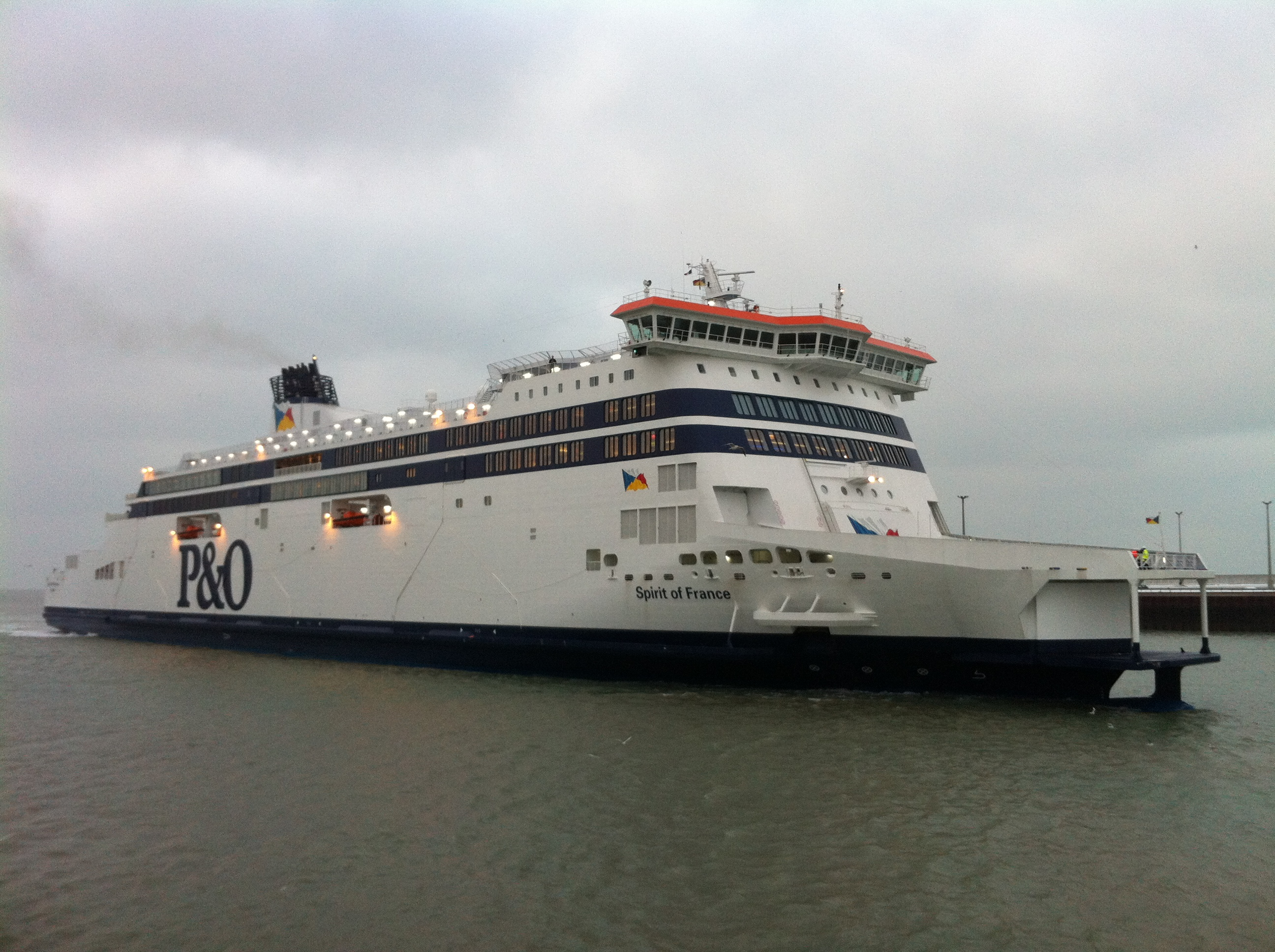
Spirit of France à Calais